# Kozioł oporowy
Kozioł oporowy – konstrukcja budowlana umieszczona na końcu toru kolejowego, mająca za zadanie uniemożliwić wyjechanie z toru. Stosowany tam, gdzie kończy się tor, np. na bocznicach, torach ładowni czy stacjach czołowych. Zazwyczaj są to dwie szyny, wygięte łukiem o odpowiednim promieniu lub zastrzały wykonane z kształtowników stalowych. Obydwa końce mają często zamontowany podkład kolejowy na wysokości zderzaków, aby złagodzić ewentualne uderzenie. Kozioł oporowy może również być wykonany w postaci betonowego bloku, nasypu ziemnego lub zderzaków hydraulicznych (samohamowny).

## Rodzaje kozłów oporowych - galeria

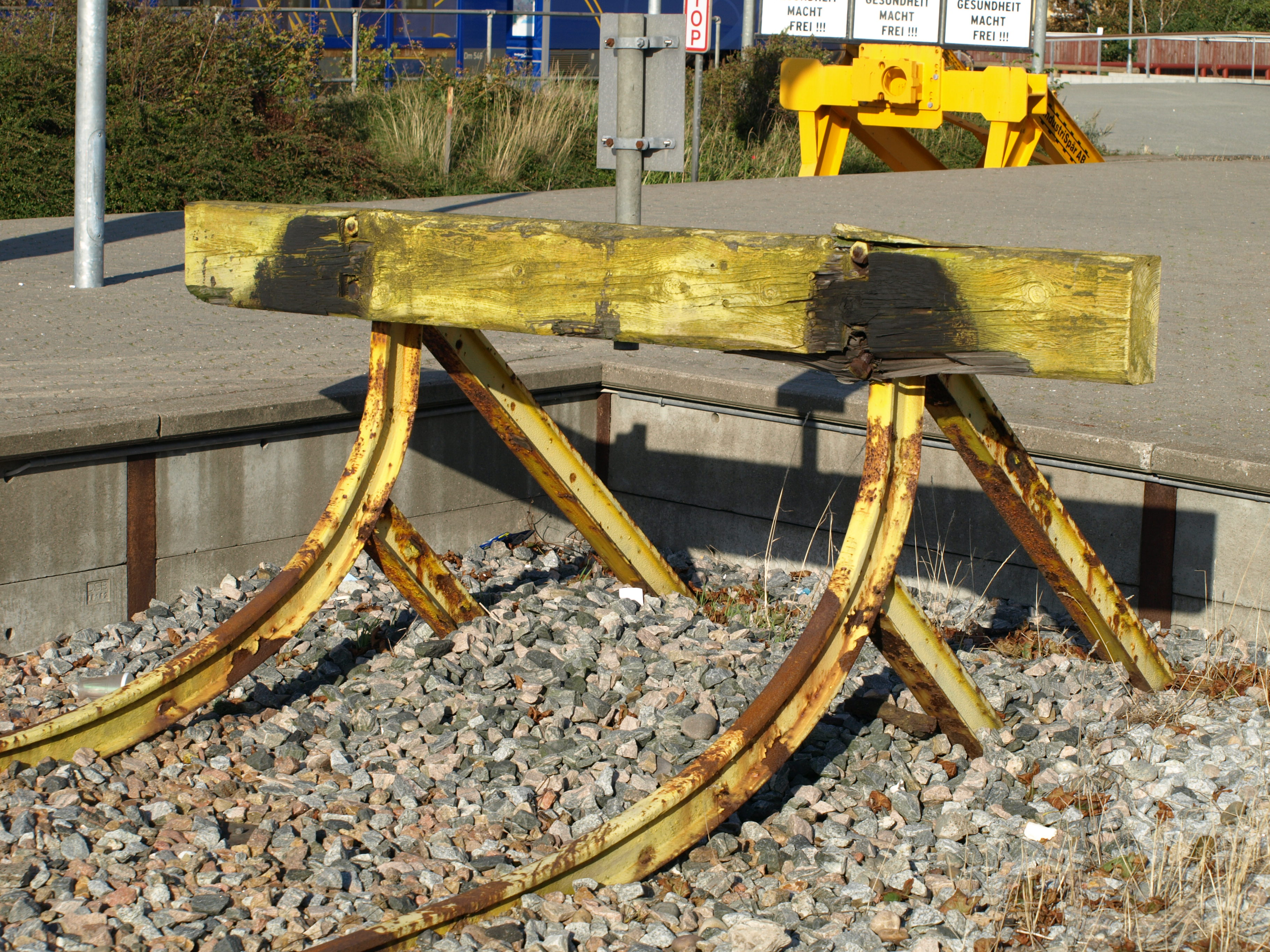
Kozioł wykonany z wygiętych szyn
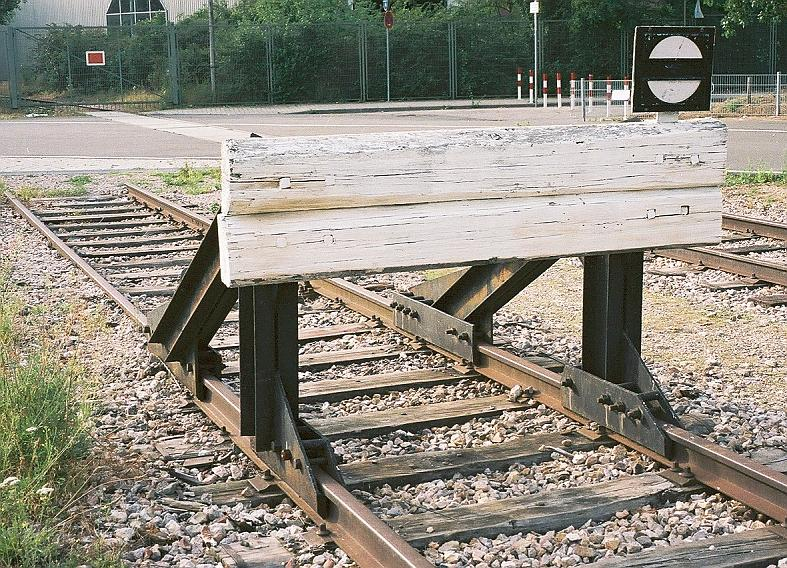
Kozioł oporowy z tarczą zaporową
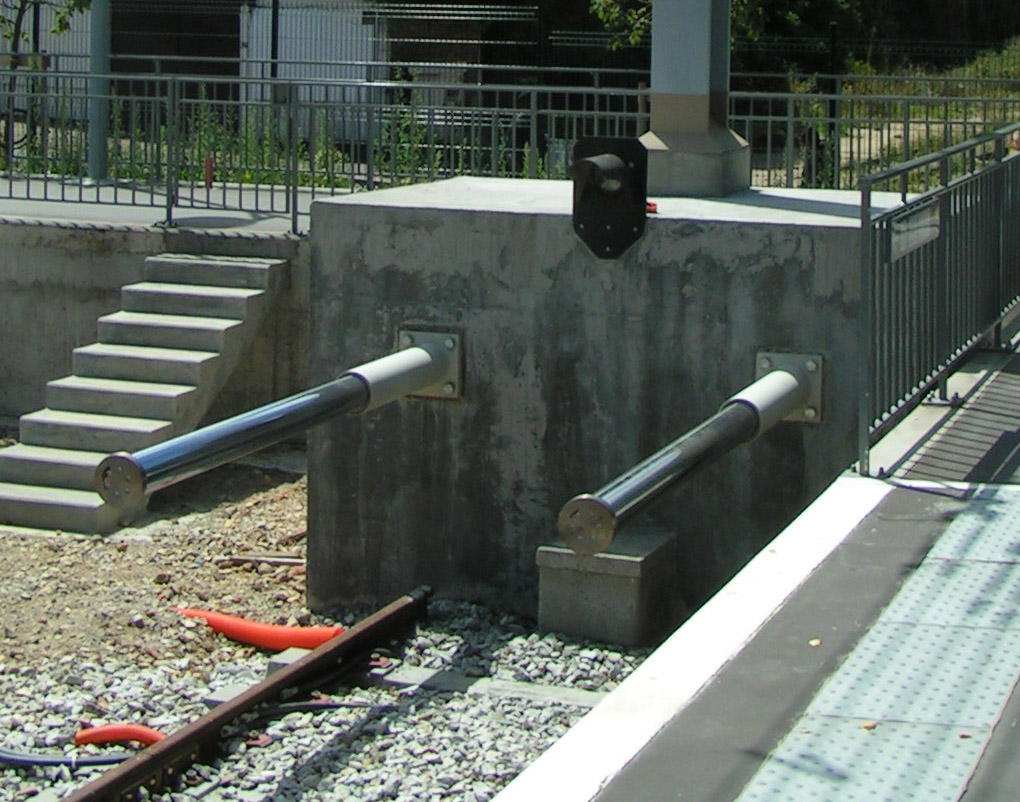
Kozioł betonowy ze zderzakami
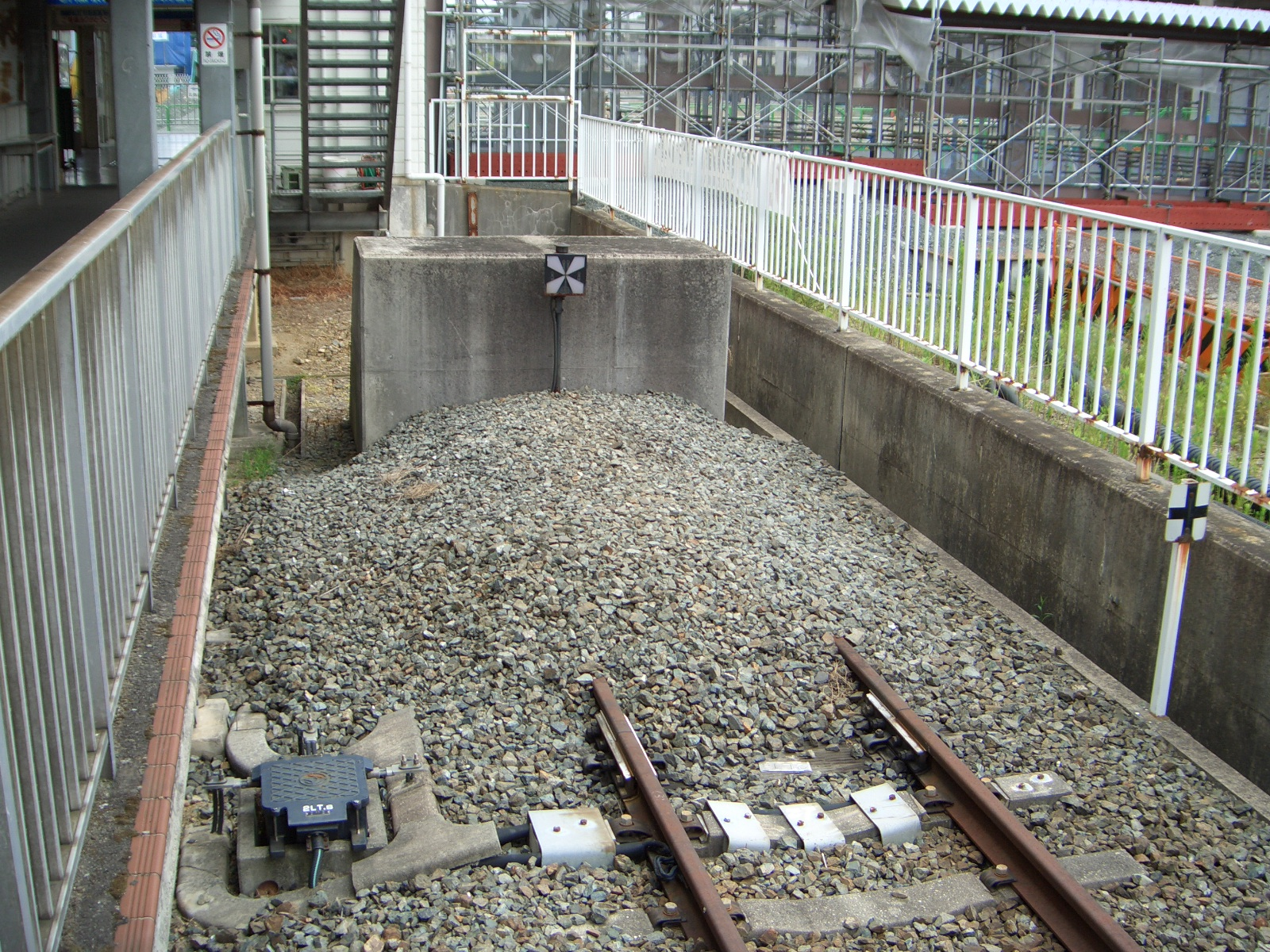
Kozioł betonowy z nasypem